# Hans-Gerhard Jene
Hans-Gerhard Jene (* 26. Mai 1961 in Illingen (Saar)) ist ein deutscher Politiker (CDU) und war Mitglied im Landtag des Saarlandes.

## Ausbildung und Beruf
Nach der Mittlere Reife 1978 und der 1981 abgelegten Hochschulreife am Städtischen Wirtschaftsgymnasium Saarbrücken studierte Hans-Gerhard Jene von 1981 bis 1986 Betriebswirtschaftslehre an der Fachhochschule. Danach arbeitete er von 1986 bis 1990 bei einer Steuerberatungskanzlei und von 1990 bis 1992 bei einem Versicherungskonzern. Direkt danach war er bis 2009 Personalsachbearbeiter einer Geschäftsbank in Rheinland-Pfalz/Saar.

## Politik
Hans-Gerhard Jene trat 1975 in die Junge Union (JU) ein und ist seit 1977 Mitglied der CDU. In den Jahren 1978 bis 1990 war er  JU-Ortsvorsitzender in Merchweiler und 1984 zudem stellvertretender Kreisvorsitzender. Für die CDU übte er unter anderem die Aufgabe als stellvertretender Ortsvorsitzender und Gemeindeverbandsvorsitzender aus. Für seine Partei sitzt er seit 1984 als Mitglied im Gemeinderat Merchweiler.
Hans-Gerhard Jene rückte am 18. November 2009 für die Abgeordnete Gaby Schäfer in den saarländischen Landtag nach. Im Landtag saß er für seine Fraktion im Eingaben-, im Europa-, im Haushalts- sowie im Umweltausschuss. Bei der Landtagswahl 2012 verpasste er den Wiedereinzug. Am 23. September 2015 rückte er erneut ins Parlament nach, diesmal für den verstorbenen Hans Ley. Bei der Landtagswahl im Saarland 2017 verlor er sein Mandat.